# Traité de Thonon
Pour les articles homonymes, voir Thonon (homonymie).
Le traité de Thonon est un document signé le 4 mars 1569 par lequel le duc de Savoie Emmanuel-Philibert récupère une partie de ses possessions du Chablais, depuis Saint-Gingolph jusqu'à la Dranse, occupés depuis 1536 par les Valaisans.

## Contexte
En 1475, dans le contexte de la Guerre de Bourgogne, Berne conquit une partie du bailliage du Chablais appartenant au duché de Savoie et forma le gouvernement d'Aigle. En février 1476, après leur victoire à la bataille de la Planta, les Valaisans conquirent le Bas-Valais savoyard jusqu'au défilé de Saint-Maurice par une campagne rapide en février 1476, annexion reconnue en 1528 par la Savoie. En 1536, les Bernois et les Valaisans s'emparèrent du reste du bailliage. La Dranse marqua alors la frontière entre le bailliage bernois de Thonon et les gouvernements valaisans d'Évian (excepté Maxilly, le seigneur ayant déjà prêté serment à Berne), de Saint-Jean-d'Aulps et de Monthey.
En 1553, le nouveau duc de Savoie Emmanuel-Philibert souhaite reprendre les territoires perdus par son père Charles III et entame des négociations dans ce sens. Il renonce à Genève pour conclure un pacte d’amitié avec les futurs cantons suisses catholiques[réf. nécessaire].
En 1559 le duc Emmanuel-Philibert de Savoie, rétabli dans une partie de ses États par les traités du Cateau-Cambrésis, lorgne désormais sur le pays de Vaud en faisant valoir l'ordre de restitution intimé à Berne par la diète d'Empire de 1542. Par le traité de Nyon et le traité de Lausanne en 1564, il récupère le bailliage de Gex et les possessions bernoises occidentales du Chablais, soit le bailliage de Thonon,, Berne gardant le pays de Vaud ainsi que les Quatre Mandements d'Aigle, d'Ollon, de Bex et des Ormonts conquis en 1475 et devenu le gouvernement d'Aigle.

## Traité
Durant les mois de février et de mars 1569, le Valais et le duc Emmanuel-Philibert se rencontrèrent à Thonon pour réaffirmer leur alliance de défense mutuelle et restituer à la Savoie une partie de ses territoires chablaisiens.
Le traité de Thonon est signé le 4 mars 1569 : les gouvernements valaisans d'Évian et de Saint-Jean-d'Aulps sont rendus à la Savoie tandis qu'est conservé celui de Monthey, soit l'ancien Chablais s'étendant sur la rive gauche du Rhône en aval de Massongex jusqu'à Saint-Gingolph, la Morge de Saint-Gingolph,, devenant ainsi la nouvelle frontière.

## Conséquence
La guerre reprit entre Genève et la Savoie en 1589. Les Suisses et les Genevois prirent Thonon et Ripaille. Avec la paix de 1593, la reconquête catholique du Chablais occidental débuta.
C’est toujours la situation actuelle, qui décompose ainsi le Chablais historique en trois territoires : le Chablais vaudois, le Chablais valaisan et le Chablais savoyard.